# Bonetogastrura variabilis
Bonetogastrura variabilis är en urinsektsart som först beskrevs av Christiansen 1951.  Bonetogastrura variabilis ingår i släktet Bonetogastrura och familjen Hypogastruridae. Arten är reproducerande i Sverige. Inga underarter finns listade.